# Pinelopi Delta
Pinelopi Delta (grec: Πηνελόπη Δέλτα) (Alexandria, 1874-Atenes, 2 de maig de 1941) fou una popular escriptora grega de llibres per a joves. Pinelopi Delta és la besàvia d'Andonis Samaràs, el primer ministre de Grècia des del 20 de juny de 2012.

## Biografia
Pinelopi Delta, filla de l'influent comerciant de cotó i polític Emmanuïl Benakis, va néixer el 1874 a Alexandria, on va viure una gran part de la seva vida. Era germana d'Andonis Benakis, col·leccionista d'art i fundador del Museu Benaki. El 1882 la família abandona Egipte i s'instal·la a Grècia. Aquell mateix any contrau matrimoni amb Stéfanos Delta en un enllaç decidit pels pares.
Després de la Guerra grecoturca (1897), la família Delta torna a Alexandria i allà, el 1905, coneix el seu gran amor, el jove Ion Dragumis, aleshores vicecònsol grec a Alexandria. El carreró sense sortida a què condueix aquella relació la portarà a dos intents de suïcidi consecutius. Ella, dona de principis, no vol amagar la situació al seu marit i la hi confessarà amb l'esperança d'obtenir el divorci, però toparà amb l'oposició de la seva pròpia família i amb el seu propi sentit del deure envers el marit i els fills.
Amb Ion Dragumis, a part de l'amor platònic, va compartir l'amor per la pàtria, una visió sobre el futur de Grècia i un punt de vista que feia dels búlgars els enemics ancestrals de la nació grega. Efectivament, la qüestió de Macedònia, la disputa entre grecs i búlgars per aquest territori, es convertirà en un dels elements centrals de la seva obra, tal com el lector podrà comprovar sobretot als capítols finals d'En Polissó.
La relació amb Ion Dragumis finalitza el 1908, quan ell ja n'havia iniciat una altra amb l'actriu Marika Kotopuli. A partir d'aquell moment, i fins a la seva mort, Pinelopi Delta vestirà de negre, sense deixar, però, d'estimar-lo mai, com testimonien les més de dues mil pàgines manuscrites que li dedicarà. En certa manera, podríem dir que, en la seva vida turmentada, sempre amb la temptació del suïcidi a la butxaca en forma de verí, làudan o arsènic, la literatura es convertirà en una via de sortida.
El 1912, després de viure set anys a Frankfurt, la família Delta torna a Alexandria, que abandonarà definitivament el 1916 per establir-se a Atenes. Aquí es veurà atrapada enmig de les lluites mortals entre els partidaris d'Eleftherios Venizelos (els liberals) i els reialistes, els quals persegueixen i detenen el pare de Pinelopi, llavors alcalde d'Atenes (també fou ministre i diputat venizelista) i, sobretot, passarà pel tràngol que suposarà l'assassinat de Ion Dragumis (1920) per un escamot de venizelistes fanàtics.
El 1925 se li comencen a manifestar els primers símptomes de paràlisi de les extremitats inferiors que l'acabarà obligant a viure immobilitzada en una cadira fins que, finalment, el 27 d'abril de 1941, dia en què les tropes alemanyes entren a Atenes, decideix prendre una dosi letal de verí que li provocarà la mort cinc dies més tard.

## Obra
Pinelopi Delta és la primera autora d'obres adreçades als nens de la literatura neogrega i, sens dubte, un punt de referència en el gènere, com demostren les reedicions constants de la seva obra i, el que és més important, la presència permanent del seu nom en la memòria dels lectors grecs, grans i petits.
La idea de dedicar-se a la literatura infantil respon a la necessitat d'oferir als nens grecs llibres interessants i entretinguts, escrits en una llengua senzilla i comprensible per a ells. Naturalment, això implicava l'ús de la llengua popular, la dimotikí, de la qual és ferma partidària, enfront de la llengua pura, la katharévussa. De fet, va conèixer i col·laborar amb la majoria dels demoticistes de l'època: Kostís Palamàs, Argiris Eftaliotis, Manolis Triandafil·lidis, Psikharis, etc.
El seu objectiu principal és donar a conèixer als nens les pàgines més brillants de la història de Grècia i transmetre'ls l'amor a la pàtria. Gran part de la seva obra, doncs, es pot considerar novel·la històrica infantil, centrada bàsicament en dos temes: l'Imperi Romà d'Orient i Macedònia.

### Obres destacades
- Conte sense nom (1910)
- En temps del Matabúlgars (1911)
- Tonet l'esbojarrat (1932)
- En Polissó (1935): única obra publicada en català
- Als secrets de l'aiguamoll (1937)